# Poecilopeplus fontanieri
Poecilopeplus fontanieri är en skalbaggsart som först beskrevs av Lucas 1859.  Poecilopeplus fontanieri ingår i släktet Poecilopeplus och familjen långhorningar. Inga underarter finns listade i Catalogue of Life.